# Triaenodes teresis
Triaenodes teresis là một loài Trichoptera trong họ Leptoceridae. Chúng phân bố ở miền Australasia.